# Geantă

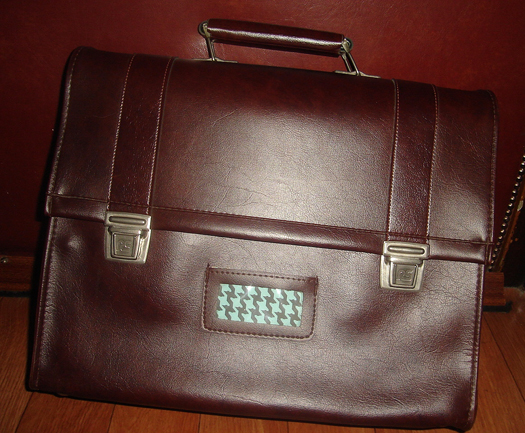
Geantă

Geanta este un obiect de formă dreptunghiulară îngustă fabricat din piele, pânza, material plastic etc., cu una sau mai multe despărțituri în interior, care servește la transportarea cu mâna a unor produse de papetărie (documente, acte, cărți, manuale, caiete), obiecte de îmbrăcăminte, laptopuri etc. Uneori are colțurile rotunjite sau suprafețele laterale în formă de trapez. De obicei este prevăzută cu un mâner pe partea de sus. Poate avea o curea pentru a fi purtat pe umăr. Se închide cu una sau două cleme sau cu un fermoar. 

## Originea
Europenii moderni purtau poșete pentru un singur scop: pentru a depozita monedele. Poșetele erau făcute din țesături moi sau din piele și erau purtate de bărbați la fel de des ca doamnele; sporanul scoțian este o supraviețuire a acestui obicei. În secolul al XVII-lea, tinerele fete au învățat broderia ca o abilitate necesară pentru căsătorie; acest lucru le-a ajutat, de asemenea, să facă genți foarte frumoase. Până la sfârșitul secolului al XVIII-lea, moda în Europa se îndrepta spre o formă delicată pentru aceste accesorii, inspirată de siluetele Greciei antice și Romei. Femeile doreau genți care nu aveau aspectul prea voluminos sau neobișnuit, așa că au fost create reticule. Reticulele erau realizate din țesături fine precum mătase și catifea, purtate cu curele de mână. Începând să devină populare în Franța, au trecut în Marea Britanie, unde au devenit cunoscute ca "indispensabile". Cu toate acestea, bărbații nu au adoptat această tendință. Au folosit poșete și buzunare, care au devenit populare pentru pantalonii bărbătești.

## Tipuri de genți

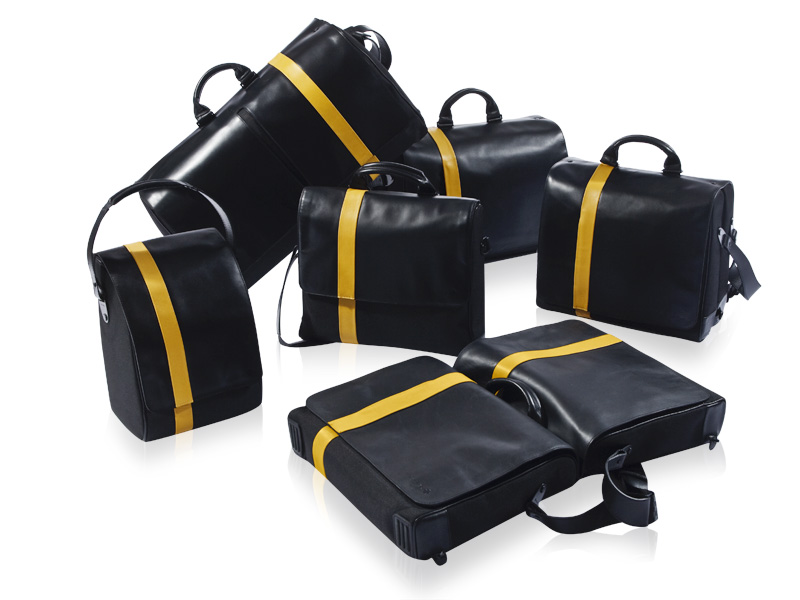

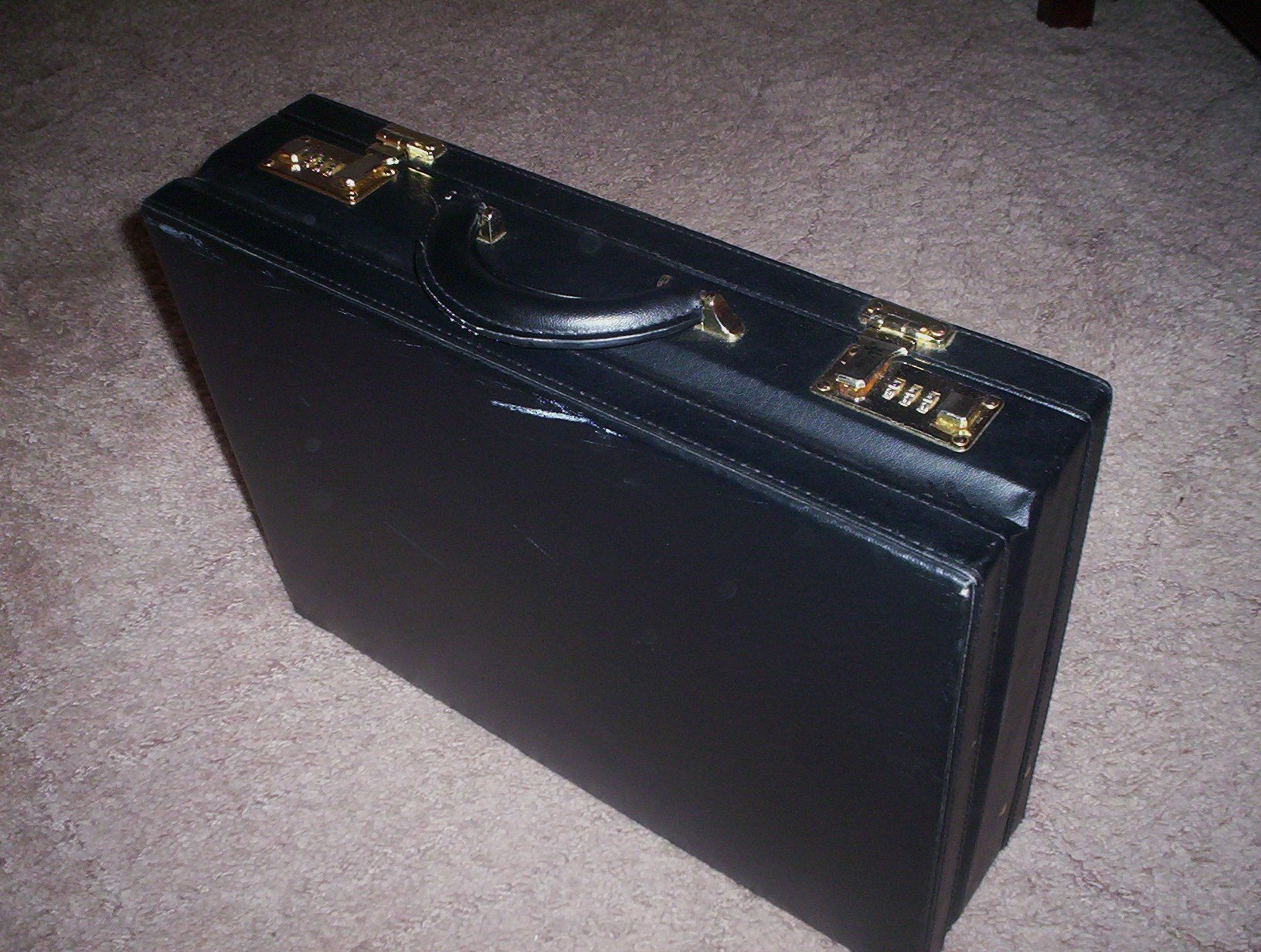

- borselină - Geantă bărbătească de dimensiuni mici.
- borsetă – 1) Geantă mică bărbătească pentru acte etc.; gentuță bărbătească. 2) Geantă de damă în care sînt păstrate produsele cosmetice.
- cartușieră - Geantă sau cutie de metal, de piele sau de pînză, prinsă de obicei de centură, în care se pun cartușele.
- diplomat, geantă diplomatică, valiză diplomatică - 1) Geantă cu care se transportă mai ales acte oficiale în altă țară și al cărei conținut este scutit de control vamal, în baza imunității diplomatice; 2) Servietă asemănătoare cu cea folosită de diplomați.
- gentuliță, gentuță - Geantă mică.
- ghiozdan - Geantă din carton, din piele, din material plastic etc. (purtată în spate), în care școlarii mai mici își țin cărțile și caietele,
- palașcă - Geantă de piele care se poartă la șold.
- porthartă, portcart - Geantă din piele sau alt material, care se poartă pe șold sau agățată de umăr, în care se păstrează ori se transportă hărți, regulamente etc.;.
- poșetă - Geantă mică de piele sau din alt material, în care femeile țin bani, acte, obiecte mărunte de toaletă etc.
- sabretaș - Geantă de piele sub formă de mic săculeț plat de piele care se purta la centiron, lângă sabie, la unele uniforme de cavalerie.
- sac, sac de călătorie, sac de drum, sac de voiaj  - Geantă mare de pînză, de piele etc. în care se pun lucrurile necesare pentru o călătorie.
- servietă - Geantă dreptunghiulară (mare, de obicei din piele), cu una sau cu mai multe despărțituri, în care se poartă acte, caiete, cărți, rechizite etc.
- tașcă - Geantă de piele sau de pînză, în care se țin diferite obiecte.
- tolbă - Geantă care se poartă atârnată la șold și în care se păstrează merindele, vînatul etc.
- trusă - Cutie sau geantă specială în care se păstrează instrumente de primă necesitate pentru exercitarea unei profesiuni, a unui anumit grup de operații, obiecte strict necesare într-o deplasare, într-o excursie sau obiecte pentru toaletă.
- valiză, geamantan - geantă (mare, de bagaje).